# 오로슬란 소녀
오로슬란 소녀(헝가리어: Szonja Oroszlán, 1977년 5월 19일 ~ )는 헝가리의 배우이다.

## 출연 작품
- 마션 (2015)
- 헬보이 2: 골든 아미 (2008)
- 카인드 오브 아메리카 (2002)
- 브리드 (2001)